# Чехлотенко, Николай Ильич
Николай Ильич Чехлотенко (21 мая 1928, Политотдельское — 5 октября 2014, Политотдельское) — советский работник сельского хозяйства, Герой Социалистического Труда.

## Биография
Родился 21 мая 1928 года в селе Политотдельское, ныне Матвеево-Курганского Ростовской области.
Работать начал в 1943 году после освобождения района от немецких войск — сначала в составе отряда разминирования, затем перевозил грузы на быках.
C весны 1944 года работал прицепщиком. В 1945 году окончил трехмесячные курсы при Политотдельской МТС и работал на колёсном тракторе «СТЗ».
После службы в Советской Армии окончил училище механизации сельского хозяйства в Таганроге. Получив специальность тракториста-машиниста широкого профиля, Чехлотенко сел за штурвал нового в то время комбайна «С-6».
Жил в Матвеево-Курганском районе. Умер 5 октября 2014 года.

## Награды
- Указом Президиума Верховного Совета СССР от 7 декабря 1973 года — за успехи, достигнутые во Всесоюзном социалистическом соревновании, и проявленную трудовую доблесть в выполнении принятых обязательств по увеличению производства и продажи государству зерна и других продуктов земледелия, комбайнеру колхоза им Ленина Матвеево-Курганского Ростовской области Николаю Чехлотенко было присвоено звание Героя Социалистического Труда с вручением ордена Ленина и золотой медали «Серп и Молот».
- Награждён ещё двумя орденами Ленина (1966 и 1968), медалями «Ветеран Труда» (1988) и «За высокий урожай на Дону» (1966).
- Также награждён знаками «Победитель социалистического соревнования 1967 года» и «Лучший механизатор» (1973).
- В 2013 году За большой вклад в социально-экономическое развитие Ростовской области Николаю Ильичу Чехлотенко была объявлена Благодарность Губернатора Ростовской области.[2]